# Área de Conservação da Paisagem de Letipea
A Área de Conservação da Paisagem de Letipea é um parque natural localizado no condado de Lääne-Viru, na Estónia.
A sua área é de 609 hectares.
A área protegida foi fundada em 1992 como uma área de conservação de aves de Letipea. Em 2000, a área protegida foi designada como área de conservação paisagística.